# Bal Thackeray
Bal Thackeray, né le  23 janvier 1926 à Pune et mort le  17 novembre 2012 à Bombay, est un homme politique indien. Il fonde en juin 1966 Shiv Sena, un parti radical hindou-nationaliste, principalement actif dans l'État du Maharashtra. Il dirige ce parti jusqu'à sa mort.
Thackeray travaille comme dessinateur pour le quotidien en langue anglaise Journal Free Press. En 1960, il fonde avec son frère le Marmik Journal.
En tant que nationaliste hindou, il est particulièrement hostile à toute forme d'influence islamique dans l'État du Maharashtra, en particulier à Bombay. 
Cet ancien dessinateur de bandes dessinées est notamment connu pour avoir professé son admiration envers Adolf Hitler.